# Ruggero Mannes
Ruggero Mannes (15 maart 1998) is een Nederlands voetballer die  als verdediger voor Almere City FC speelt.

## Carrière
Ruggero Mannes speelde in de jeugd van VV Alexandria '66 en Sparta Rotterdam. In de zomer van 2017 vertrok hij naar Almere City FC. Hij maakte zijn debuut in het profvoetbal bij Almere City FC op 21 december 2018, in de met 5-2 verloren uitwedstrijd tegen Jong PSV.

### Statistieken
| Seizoen                        | Club             | Land           | Competitie     | Competitie | Competitie | Beker | Beker | Overig | Overig | Totaal | Totaal |
| Seizoen                        | Club             | Land           | Competitie     | Wed.       | Dlp.       | Wed.  | Dlp.  | Wed.   | Dlp.   | Wed.   | Dlp.   |
| ------------------------------ | ---------------- | -------------- | -------------- | ---------- | ---------- | ----- | ----- | ------ | ------ | ------ | ------ |
| 2016/17                        | Sparta Rotterdam | Nederland      | Eredivisie     | 0          | 0          | 0     | 0     | 0      | 0      | 0      | 0      |
| 2017/18                        | Almere City FC   | Nederland      | Eerste Divisie | 0          | 0          | 0     | 0     | 0      | 0      | 0      | 0      |
| 2018/19                        | Almere City FC   | Nederland      | Eerste Divisie | 1          | 0          | 0     | 0     | —      | —      | 1      | 0      |
| Carrièretotaal                 | Carrièretotaal   | Carrièretotaal | Carrièretotaal | 1          | 0          | 0     | 0     | 0      | 0      | 1      | 0      |
| Bijgewerkt op 22 december 2018 |                  |                |                |            |            |       |       |        |        |        |        |